# Аеродром Бор (Јужни Судан)
Аеродром Бор (: , : ) је ваздухопловно пристаниште код града Бор у вилајету Џонглеј у Јужном Судану. Смештен је на 425 метара надморске висине и има полетно-слетну стазу дужине 1.280 метара.